# Tamara Kuzminová
Tamara Andrejevna Kuzminová (rusky Тамара Андреевна Кузьмина; * 29. června 1936, Moskva, Sovětský svaz) je ruská historička filozofie.

## Životopis
V roce 1958 absolvovala Filozofickou fakultu Moskevské státní univerzity. Následovala aspirantura ve Filozofickém ústavu Akademie věd SSSR v Moskvě, kde v roce 1965 obhájila kandidátskou disertaci a v roce 1982 doktorskou práci na téma Problém subjektu v soudobé filozofii (rusky Проблема субъекта в современной философии). V roce 1999 byla jmenována profesorkou. Do roku 2017 působila ve Filozofickém ústavu RAV. Vyučovala kurz pod názvem "Současná západní etika" na Filosofické fakultě Moskevské státní univerzity. Ve své odborné a badatelské činnosti se zabývá existencialismem.

## Publikace
- Проблема субъекта в современной философии. Онтологический аспект. М., 1979.
- Экзистенциальная философия: монография. М.: «Канон+ РООИ «Реабилитация», 2014. 352 с. Гриф ИФ РАН.
- Нельзя, потому что нельзя…. // О праве лгать… М.: РОССПЭН, 2011. С. 365–381.

Překlady do češtiny
- KUZMINOVÁ, T. A. Novoprotestantismus. In: MITROCHIN, L. N.; OJZERMAN, T. I.; ŠERŠENKO, L. N. Buržoazní filozofie 20. století. 1. vyd. Praha: Svoboda, 1977. S. 314–337.

Slovenské překlady
- KUZ'MINA, Tamara Andrejevna; GABITOVA, Rimma Michajlovna; KARPUŠIN, Vladimir Aleksejevič. Človek, osobnosť, existencia. Překlad : Raisa Kopsová, Vlasta Černíková. 1. vyd. Bratislava: Smena, 1971. 132 s. (Spektrum; sv. 6). (slovensky)